# NXT Roadblock (2025)
Roadblock (2025) – czwarty coroczny specjalny odcinek cotygodniowego programu NXT o wrestlingu w chronologii cyklu Roadblock wyprodukowany przez federację WWE dla zawodników z brandu NXT i ogólnie siódma gala Roadblock. Odbyła się 11 marca 2025 w The Theater at Madison Square Garden w Nowym Jorku w stanie Nowy Jork. Emisja była przeprowadzana na żywo za pośrednictwem The CW. Tytuł gali nawiązywał do jego pozycji na drodze do NXT Stand & Deliver, gali NXT weekendu WrestleManii.
Podczas gali rozegrano pięć walk. W walce wieczoru Stephanie Vaquer pokonała Giulię w Winner Takes All matchu, aby zachować NXT Women’s North American Championship i wygrać NXT Women’s Championship, stając się pierwszą podwójną mistrzynią kobiet w historii NXT. W innych ważnych walkach Oba Femi z NXT pokonał Moose’a z TNA, aby zachować NXT Championship, a w walce otwierającej  The Hardy Boyz (Jeff Hardy i Matt Hardy) z TNA pokonali Axioma i Nathana Frazera z NXT, aby zachować TNA World Tag Team Championship.

## Produkcja

### Tło
Roadblock to gala wrestlingu założona przez WWE w 2016 roku. Gala inauguracyjna odbyła się w marcu tego roku i była emitowana wyłącznie na WWE Network. Nazwa gali nawiązywała do jego pozycji na „Road to WrestleMania”. W lipcu 2016 WWE ponownie wprowadziło podział na brandy, w ramach którego skład został podzielony między brandy, do występów których przydzielono wrestlerów na wyłączność. Roadblock został przywrócony w tym samym roku w grudniu jako wydarzenie ekskluzywne dla Raw pod tytułem Roadblock: End of the Line. Został wyemitowany w systemie pay-per-view (PPV) i WWE Network, a jego nazwa nawiązuje do bycia ostatnim PPV WWE w 2016 roku. Następnie przerwano Roadblock bez zaplanowanych dalszych wydarzeń. Jednak Roadblock został wznowiony dla brandu NXT jako specjalny odcinek telewizyjny NXT zatytułowany NXT Roadblock. 11 lutego ogłoszono, że edycja NXT Roadblock w 2025 roku odbędzie się 11 marca w The Theater at Madison Square Garden w Nowym Jorku w stanie Nowy Jork i będzie transmitowana na żywo na The CW. Począwszy od Halloween Havoc w 2024 roku, wszystkie główne wydarzenia NXT są oznaczone wyłącznie logo WWE zamiast logo NXT, co oznacza pierwsze wydarzenie Roadblock od czasu Roadblock: End of the Line w 2016 roku, podczas którego używane jest wyłącznie logo promocji.

### Rywalizacje
NXT Roadblock oferowało walki profesjonalnego wrestlingu z udziałem wrestlerów należących do brandu NXT. Wyreżyserowane rywalizacje (storyline’y) były kreowane podczas cotygodniowych gal NXT. Wrestlerzy są przedstawieni jako heele (negatywni, źli zawodnicy i najczęściej wrogowie publiki) i face’owie (pozytywni, dobrzy i najczęściej ulubieńcy publiki), którzy rywalizują pomiędzy sobą w seriach walk mających budować napięcie. Kulminacją rywalizacji jest walka wrestlerska lub ich seria.

#### Pojedynek o NXT Championship
Podczas Vengeance Day 15 lutego, NXT Champion Oba Femi został zaatakowany przez debiutującą czteroosobową grupę heelową składającą się z Diona Lennoxa, Cutlera Jamesa, Saquona Shugarsa i Osirisa Griffina po udanej obronie tytułu. Na następnym odcinku NXT Femi odniósł się do ataku i rzucił grupie wyzwanie "dokończenia pracy", ale przerwał mu TNA X Division Champion Moose w swoim debiutanckim występie w WWE. Moose stwierdził, że walka pomiędzy nimi musi się odbyć, na co Femi się zgodził. Na odcinku TNA Impact! z 20 lutego, po tym, jak stajenny kolega Moose’a z System, JDC, pokonał Leona Slatera, The System (Alisha Edwards, Eddie Edwards, Brian Myers i JDC) brutalnie zaatakowali Slatera. Kiedy Moose miał zaatakować Slatera, TNA World Tag Team Championi The Hardyz (Jeff Hardy i Matt Hardy) pojawili się i przyszli Slaterowi z pomocą, ale mieli przewagę liczebną. Następnie niespodziewanie pojawił się Femi, który powalił JDC, Myersa i Eddiego, po czym zaatakował Moose’a. Na odcinku NXT z 25 lutego, po tym jak Moose z powodzeniem obronił swój tytuł, Femi ogłosił, że będzie bronił NXT Championship przeciwko Moose’owi na Roadblock.

#### Pojedynek o TNA World Tag Team Championship
Na TNA Genesis 19 stycznia NXT Tag Team Championi Axiom i Nathan Frazer pojawili się niespodziewanie i usiedli przy ringu, aby obejrzeć, jak The Hardy Boyz (Jeff Hardy i Matt Hardy) bronią TNA World Tag Team Championship, drażniąc się ze sobą. Na odcinku NXT z 25 lutego The Hardy Boyz pokonali No Quarter Catch Crew (Mylesa Borne’a i Taviona Heightsa) w non-title matchu w ich pierwszej walce jako zespół w WWE od 2019 roku. Podczas walki Axiom i Frazer pojawili się, aby obejrzeć ją przy ringu. Po walce Axiom i Frazer skonfrontowali się z The Hardy Boyz. Frazer stwierdził, że on i Axiom są obecnie najlepszym tag teamem na świecie, ale The Hardy Boyz są najlepszym tag teamem wszech czasów. Jeff stwierdził, że powinni się zmierzyć. Następnie pojawił się TNA Director of Authority Santino Marella i ogłosił, że po rozmowie z Generalną Menadżerką NXT Ava, The Hardy Boyz będą bronić TNA World Tag Team Championship przeciwko Axiomowi i Frazerowi na Roadblock.

#### Pojedynek o NXT Women’s Championship i NXT Women’s North American Championship
W 2024 roku byłe rywalki z New Japan Pro-Wrestling Giulia i Stephanie Vaquer zadebiutowały w WWE. Giulia wygrała NXT Women’s Championship w New Year’s Evil podczas gdy Vaquer wygrała NXT Women’s North American Championship na Vengeance Day. Po udanej obronie tytułu przez Vaquer na odcinku NXT z 25 lutego, została skonfrontowana przez Giulię, która powiedziała, że Vaquer nazywa siebie najlepszą mistrzynią, ale Giulia stwierdziła, że jest lepsza. Giulia stwierdziła, że mimo iż jest przyjaciółką Vaquer, wyzwała ją na Winner Takes All match o NXT Women’s Championship i NXT Women’s North American Championship. Później tej nocy, Generalna Menadżerka NXT Ava oficjalnie ogłosiła walkę na Roadblock.

#### Je’Von Evans vs. Ethan Page
Od czasu utraty NXT Championship i przegranej walce o NXT North American Championship w 2024 roku, Ethan Page wpadł w emocjonalne zamieszanie i popadł w depresję. Na odcinku NXT z 17 grudnia Page przyszedł na ring, stwierdzając, że zasłużył na całą nienawiść, jaką otrzymał od fanów i że stracił uśmiech. Następnie przerwał mu Je’Von Evans, który pochwalił go i powiedział, że Page zasłużył na to, by być tam, gdzie jest teraz. Page powiedział, że Evans ma rację i że nie powinien martwić się o utratę uśmiechu, ale raczej odebrać Evansowi uśmiech, co skłoniło Page’a do zaatakowania Evansa, miażdżąc jego szczękę stalowym krzesłem. Dwa tygodnie później Page pokonał tag team partnera Evansa, Cedrica Alexandra i zmiażdżył rękę Alexandra skrzynką z narzędziami. 14 stycznia Page pokonał Dante Chena i zmiażdżył nogę Chena stalowymi schodami. Evans powrócił, by zaatakować Page’a, ale został powalony przez Page’a, który uderzył go w zranioną szczękę. Na odcinku z 4 lutego, Generalna Menadżerka NXT Ava postanowiła zawiesić Evansa, aby nie doznał jeszcze większej kontuzji, ale Page powiedział, że Evans powinien zostać "ukarany" przez stawienie mu czoła. Ava stwierdziła następnie, że mogą zmierzyć się ze sobą w Vengeance Day, ale tylko wtedy, gdy Evans zostanie oczyszczony medycznie. W następnym odcinku Evans został dopuszczony do rywalizacji, ale Ava zmusiła go do podpisania warunku, że WWE nie będzie odpowiedzialne za jakiekolwiek uszkodzenia Evansa. Po podpisaniu warunków, Ava niechętnie uczyniła walkę oficjalną, którą Page wygrał. Po kilku konfrontacjach [pmiędzy Pagem i Evansem, zmierzyli się oni ze sobą w tag team matchu na odcinku z 25 lutego, w którym drużyna Evansa wygrała. 4 marca, Generalna Menadżerka NXT Ava ogłosiła, że rewanż pomiędzy Evansem i Pagem odbędzie się na Roadblock w New York City Street Fightcie.

#### Jordynne Grace vs. Roxanne Perez
Na odcinku NXT z 25 lutego Jordynne Grace mówiła o chęci zostania mistrzynią w NXT, zanim przerwała jej Roxanne Perez, która stwierdziła, że Grace jest teraz w jej dywizji, walcząc o NXT Women’s Championship, tytuł, który, jak twierdzi, uczyniła sławnym. Grace następnie wyśmiała Perez i zapytała o jej mistrzostwo, które Perez straciła w styczniu na New Year’s Evil, co skłoniło Perez do odpowiedzi, że pokonała Grace o tytuł w czerwcu 2024 roku na NXT Battleground, kiedy Grace była jeszcze częścią TNA. Po tym, jak Perez powiedziała, że odeśle Grace z powrotem do TNA, Grace zaatakowała Perez. Na następnym odcinku Perez zaatakowała Grace za kulisami po jej walce, a później Generalna Menadżerka NXT Ava ogłosiła, że Perez zmierzy się z Grace na Roadblock.

## Wyniki walk
| Nr                                 | Wyniki                                                                                         | Stypulacje                                                                                  | Czas  |
| ---------------------------------- | ---------------------------------------------------------------------------------------------- | ------------------------------------------------------------------------------------------- | ----- |
| 1                                  | The Hardy Boyz (Jeff Hardy i Matt Hardy) (c) pokonali Axioma i Nathana Frazera poprzez pinfall | Tag team match o TNA World Tag Team Championship                                            | 12:08 |
| 2                                  | Jordynne Grace pokonała Roxanne Perez poprzez pinfall                                          | Singles match                                                                               | 11:27 |
| 3                                  | Oba Femi (c) pokonał Moose’a poprzez pinfall                                                   | Singles match o NXT Championship                                                            | 13:36 |
| 4                                  | Je’Von Evans pokonał Ethana Page’a poprzez pinfall                                             | New York City Street Fight                                                                  | 14:41 |
| 5                                  | Stephanie Vaquer (North American) pokonała Giulię (NXT) poprzez pinfall                        | Winner Takes All match o NXT Women’s Championship i NXT Women’s North American Championship | 11:22 |
| (c) – mistrz/mistrzyni przed walką |                                                                                                |                                                                                             |       |